# Saint-Cirq-Madelon
Saint-Cirq-Madelon là một xã thuộc tỉnh Lot tây nam Pháp. Xã có diện tích 7,49 km², dân số theo điều tra năm 1999 là 123 người. Khu vực này có độ cao trung bình 92 mét trên mực nước biển.